# 대흥 이씨
대흥 이씨(大興李氏)는 충청남도 예산군 대흥면을 본관으로 하는 한국의 성씨이다. 시조 이연계(李連桂)는 본래 전주 이씨 사람으로 고려에서  이부상서(吏部尙書) 등을 지내고 대흥군(大興君)에 봉해졌다.

## 참고 자료
- “대흥이씨(大興李氏)”. 뿌리를 찾아서.[깨진 링크(과거 내용 찾기)]